# Heteronybelinia australis
Espèce
Heteronybelinia australis est une espèce de cestodes de la famille des Tentaculariidae. Il parasite des espèces vivant dans des environnements marins. Il a été nommé par Palm à partir d'un spécimen collecté au large de l'Australie.